# Vasilij Zavoruev
Vasilij Sergeevič Zavoruev (in russo Василий Сергеевич Заворуев?; Mosca, 13 gennaio 1987) è un ex cestista russo.

## Palmarès
- Campionato russo: 2

CSKA Mosca: 2004-05, 2005-06
- Coppa di Russia: 2

CSKA Mosca: 2004-05, 2005-06
- Eurolega: 1

CSKA Mosca: 2005-06